# Coses de família
 Coses de família  (original: It Runs in the Family) és una pel·lícula estatunidenca dirigida per Fred Schepisi, estrenada el 2003, reunint una gran part de la família Douglas: Kirk Douglas, Michael Douglas, Cameron Douglas i Diana Dill Douglas. Ha estat doblada al català

## Argument
La història gira al voltant de tres generacions d'una família novaiorquesa d'èxit, cadascun amb una sèrie de problemes que evidencien les delicades relacions entre pare i fill. El patriarca Mitchell Gromberg afronta els seus problemes de salut, després haver estat afectat d'un ictus, el fill Alex és un advocat que treballa en la societat fundada pel pare que cerca d'afrontar de la millor manera els seus nombrosos rols, marit, fill i pare. El fill gran d'Alex, Asher, es pren poc seriosament els estudis i sembla no trobar el seu camí, l'únic de la família en demostrar una certa maduresa és Eli, el fill petit de Alex, que no obstant la seva intel·ligència viu amb dificultat el pas de la pubertat a l'adolescència.

## Repartiment
- Michael Douglas: Alex Gromberg
- Kirk Douglas: Mitchell Gromberg
- Rory Culkin: Eli Gromberg
- Cameron Douglas: Asher Gromberg
- Diana Dill: Evelyn Gromberg
- Michelle Monaghan: Peg Maloney
- Geoffrey Arend: Malik
- Sarita Choudhury: Suzie
- Irene Gorovaia: Abby Staley
- Annie Golden: Deb
- Mark Hammer: Stephen Gromberg
- Audra McDonald: Sarah Langley
- Josh Pais: Barney
- Bernadette Peters: Rebecca Gromberg
- Keith Nobbs: Stein

## Al voltant de la pel·lícula
- És la primera vegada que Kirk i Michael Douglas es troben junts en una pel·lícula.
- Diana i Kirk estaven casats, i són els pares de Michael.
- Michael és el pare de Cameron.